# تومي فيرسيتي
توماس «تومي» فيرسيتي (بالإنجليزية: Tommy Vercetti)‏ هي شخصية البطل الرئيسية والشخصية الرسمية في لعبة فيديو 2002 غراند ثفت أوتو: فايس سيتي، لعبة في سلسلة غراند ثفت أوتو. مثل صوته راي ليوتا.
بعد إطلاق تومي من السجن يبدأ تومي بتوسع الإمبراطورية الإجرامية ويبدأ بتحقيق عن من وضع له الكمين عند الصفقة ويكتشفه تومي ويقوم بالقضاء عليه ويسيطر على تجتارته ويصبح حاكم فايستي الاجرامي في تهريب الممنوعات/ معلومات تومي ولد عام 1951في ليبرتي ستي نيوريك وهو من اصل إيطالي اراد ان يمشي على نهج ابيه ولاكن لم يرد بعدما انضم إلى عصابة   فوريلي وكان زعيم سوني فوريلي بعدها بدأ بالقلق بسبب تومي بسبب انه بدأ يقوى شيآ فشيآ ونفذ كمين حيث ارسل تومي إلى منطقة بهرويد كانت العصابة تدمر فوريلي ولاكن العصابة او الكمين كان مكون من تسعة أشخاص وقام تومي  بتخلص منهم بدون اي إصابة ولاكن عند هرب توماس تم القبض عليه وهو يحاول الهرب حكم عليه بالإعدام ولاكن الزعيم سوني إعطائه مكافة بتقليل الحكم والسبب لأن تومي لم يفضح العصابة وخرج تومي وتبدأ القصة